# واینو ایکونن
واینو ایکونن (فنلاندی: Väinö Ikonen; ۵ اکتبر ۱۸۹۵ – ۱۰ فوریهٔ ۱۹۵۴) کشتی‌گیر اهل فنلاند بود.